# Scambus nigriceps
Scambus nigriceps là một loài tò vò trong họ Ichneumonidae.